# GRB 080913
GRB 080913 è un lampo gamma osservato nella costellazione dell'Eridano dal telescopio spaziale Swift il 13 settembre 2008 alle 06:46:54 UTC durato circa 10 secondi.
La sua importanza scientifica risiede nel fatto che, al tempo della scoperta, divenne, con una misurazione di z=6,7, il lampo con il più elevato valore di spostamento verso il rosso e pertanto il più distante e il più lontano nel tempo che si fosse mai osservato. Inoltre, in assoluto, risultava superato solo dalla galassia IOK-1 (z=6,96).
Tale valore di z indica che il lampo ebbe origine quando l'età dell'universo era di circa 825 milioni di anni e che avvenne a circa 12,8 miliardi di anni luce rispetto all'attuale posizione della Terra.
Il primato di GRB 080913 superò quello stabilito da GRB 050904 ed è stato successivamente superato da GRB 090423.